# Johann Ludwig Schwerin von Krosigk
Johann Ludwig Graf Schwerin von Krosigk (22. august 1887 i Rathmannsdorf/Anhalt – 4. marts 1977 i Essen) var en tysk jurist, konservativ politiker og rigsfinansminister i Nazi-Tyskland. Han modtog NSDAP's partitegn i guld og et særmedlemskab af det nationalsocialistiske parti fra 1937. Den 1. maj 1945 udpegede fungerende rigspræsident admiral Karl Dönitz ham til kansler. Det afslog han, men accepterede at være "ledende minister", hvilket han var i nazi-regimets sidste dage.
Lutz Schwerin von Krosigks finansministerium var en af de vigtigste søjler i finanspolitisk støtte til nazismen. Styret tilegnede sig forfulgte jøders ejendom og sendte jøderne i koncentrationslejre. Han blev idømt ti års fængsel i retssagen mod Ministre ved Nürnberg-domstolen for at have samarbejdet med det nazistiske regime. Lutz Schwerin von Krosigk var også kansler i Tyskland i Karl Dönitz provisoriske regering efter Adolf Hitlers død i 1945 i Det Tredje Rige. Han blev i 1949 idømt 10 års fængsel ved et amerikansk militærtribunal, men blev løsladt i 1951.